# Diencéfalo

Representación tridimensional del diencéfalo (en rojo) dentro del cráneo humano.

El diencéfalo es la parte del encéfalo situada entre el telencéfalo (cerebro anterior) y el mesencéfalo (cerebro medio).

## Embriología
El diencéfalo,
en el embrión, es la parte del tubo neural situada entre el telencéfalo (cerebro anterior) y el mesencéfalo (cerebro medio).
Abultamiento del compartimiento mediano más anterior del tubo neural embrionario.

## Partes anatómicas
- Hipotálamo: es un pequeño órgano que forma la base del tálamo, aquí se localiza la hipófisis, glándula con función neuroendocrina, que regula el funcionamiento de todo el sistema hormonal. Además, el hipotálamo controla las funciones viscerales autónomas e impulsos sexuales y constituye el centro del apetito, de la sed y del sueño.
- Subtálamo: aquí se encuentran el núcleo rojo y la sustancia gris.
- Tálamo: está formado por dos masas voluminosas situadas bajo los hemisferios cerebrales. Constituye la vía de entrada para todos los estímulos sensoriales excepto el olfatorio. Está conectado con la corteza y filtra los estímulos que llegan a ella y es el centro donde residen las emociones y sentimientos.
- Epitálamo: estructura diencefálica situada sobre el tálamo. Comprende: glándula pineal, núcleos habenulares y estrías medulares.
- Metatálamo: está constituido por el cuerpo geniculado medial y el cuerpo geniculado lateral en cada lado. El cuerpo geniculado medial actúa como una estación de retransmisión de los impulsos nerviosos entre el pedúnculo inferior y la corteza auditiva. El cuerpo geniculado lateral acomoda las terminaciones de las fibras de la vía óptica.
- Tercer ventrículo: ocupa el interior del diencéfalo y se comunica con los ventrículos cerebrales laterales. El techo del tercer ventrículo se denomina epitálamo y en él se localiza la epífisis o glándula pineal; el piso de este ventrículo está formado por la eminencia media.